# Alta Gracia
Alta Gracia é um município da província de Córdoba, na Argentina.
Se encontra a 553 metros de altitude.
População estimada de 45.000 habitantes.
Teve como ilustre morador Ernesto Che Guevara em sua infância.